# 四面體

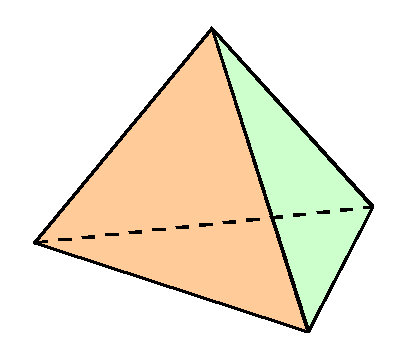

四面體是由四個三角形面組成的多面體，每两个三角形都有一个共同的边，每三个三角形都有一个共同的顶点。四面體也可以視為由四個三角形合成的角錐，底面為三角形，可以任一面為底，因此又稱為三角錐或三稜錐。所有四面体皆由四个顶点、六条棱和四个面組成，是所有凸多面体中最简单的。四面體包括正四面體、鍥形體等種類，由四個全等的正三角形組成的四面體稱為正四面體。四面体也可以依角的類型分為銳角四面體、鈍角四面體、和直角四面體。
四面体是欧几里德单纯形在三维空间中的特例。
四面体是目前已知兩種每個面都與其他所有面相鄰的多面體之一，另外一種是希洛西七面體。
四面体也是锥体的一种。锥体是指将某个平面上的多面体的所有顶点分别和平面外的一点以线段连接後构成的多面体。按锥体的分类方法，所有四面體都是由某平面上的三角形和平面外一点构成的锥体，所以四面体也被称为三角錐。
与所有的凸多面体一样，四面体可以由某个平面图形（展开图）折叠而成。这样的展开图通常有两种。
与三角形类似，任何四面体的四个顶点都在同一个球面上。这个球称为四面体的外接球。同样地，存在一个与四面体的四个面都相切的球，称为四面体的内切球。

## 性质
四面体具有许多与之二维类比三角形相似的性质，例如，像三角形一样，四面体也有内切球、外接球、旁切球和中点四面体。四面体也有各种不同几何意义上的中心，例如内心、外心、旁心、Spieker心和形心（在二维，Spieker心就是形心，但在三维情况发生了变化，Spieker心并不一定是形心），但是，四面体不总是有垂心，因为四面体的4条高并不一定交于一点。四面体的中点四面体的外接球是三角形九点圆的三维类比，但它并不总是通过原四面体高的垂足。
加斯帕尔·蒙日发现了存在于每一个四面体中的一个特殊中心，现在被命名为蒙日点：它是四面体六个中位面的交点。四面体的中位面被定义为一个与四面体其中两个顶点连成的边垂直，并且包含由另外两个顶点连成的对边的中点的平面。如果四面体的4条高交于了一点，形成了垂心，那么蒙日点将与垂心重合，并且这样的特殊四面体被称为“垂心四面体”。
从蒙日点引向任意一面的垂线都会交这个面于这个三角形面的垂心与此面上四面体的高的垂足连线的中点。
四面体顶点和其对面形心的连线叫做四面体的中线，而四面体一条边中点和其对边中点的连线叫做四面体的双中线，这样，四面体中一共有4条中线和3条双中线。这7条线段都是共点的，它们的交点即是四面体的形心。四面体的形心是其蒙日点和外心连线的中点，这3个点一起决定了四面体的欧拉线，这是二维三角形欧拉线的三维类比。
四面体十二点球的球心T也位于这条欧拉线上。但不像其二维类比，这个球心位于从蒙日点到外心1/3处。并且，从这个心到四面体任意一选定面的垂线与另两条垂线共面：第一条是过其对应欧拉点（即蒙日点与该面所对顶点连线与十二点球的交点）到该面的垂线，第二条是过该面形心的垂线。这条十二点心垂线到欧拉点垂线和形心垂线的距离相等。除此以外，十二点心还是四面体任何一面对应欧拉点和该面垂心连线的中点。
四面体十二点球的半径是外接球半径的1/3。
对于任意的四面体，我们能给出其二面角之间的关系：
{\displaystyle {\begin{vmatrix}-1&\cos {(\alpha _{12})}&\cos {(\alpha _{13})}&\cos {(\alpha _{14})}\\\cos {(\alpha _{12})}&-1&\cos {(\alpha _{23})}&\cos {(\alpha _{24})}\\\cos {(\alpha _{13})}&\cos {(\alpha _{23})}&-1&\cos {(\alpha _{34})}\\\cos {(\alpha _{14})}&\cos {(\alpha _{24})}&\cos {(\alpha _{34})}&-1\\\end{vmatrix}}=0\,}
这里{\displaystyle \alpha _{ij}}代表面i和j之间的二面角。

### 体积
任意四面体的体积公式可由棱锥的体积公式给出：
{\displaystyle V={\frac {1}{3}}A_{0}\,h\,}
在这里{\displaystyle A_{0}}是底面面积，h是从底面到顶点的高。这个体积公式对四个任意的底面的选择都成立，因此我们可以推断出对同一个四面体，其一个面上的高与这面的面积成反比。
对于一个四个顶点分别为
{\displaystyle \mathbf {a} =(a_{1},a_{2},a_{3})}、
{\displaystyle \mathbf {b} =(b_{1},b_{2},b_{3})}、
{\displaystyle \mathbf {c} =(c_{1},c_{2},c_{3})}、
{\displaystyle \mathbf {d} =(d_{1},d_{2},d_{3})}
的四面体，其体积公式为{\displaystyle {\frac {1}{6}}\cdot |(\mathbf {a} -\mathbf {d} ,\mathbf {b} -\mathbf {d} ,\mathbf {c} -\mathbf {d} )|}一公式也可以用点积和叉积写为：
{\displaystyle V={\frac {|(\mathbf {a} -\mathbf {d} )\cdot [(\mathbf {b} -\mathbf {d} )\times (\mathbf {c} -\mathbf {d} )]|}{6}}.}
如果建立恰当的坐标系统，使得原点与{\displaystyle \mathbf {d} }顶点重合，即{\displaystyle \mathbf {d} =0}的话，该式可以简化为：
{\displaystyle V={\frac {|\mathbf {a} \cdot (\mathbf {b} \times \mathbf {c} )|}{6}},}
这里{\displaystyle \mathbf {a} }、{\displaystyle \mathbf {b} }、{\displaystyle \mathbf {c} }代表着三条交于一顶点的边，并且我们发现{\displaystyle \mathbf {a} \cdot (\mathbf {b} \times \mathbf {c} )}是标量三重积。将这个公式与计算平行六面体体积的公式对比，我们发现正四面体的体积等于任何与其共三条交于一顶点的边的平行六面体体积的六分之一。
这个三重积可以用下列行列式表示：
{\displaystyle 6\cdot V={\begin{vmatrix}\mathbf {a} &\mathbf {b} &\mathbf {c} \end{vmatrix}}} 或者 {\displaystyle 6\cdot V={\begin{vmatrix}\mathbf {a} \\\mathbf {b} \\\mathbf {c} \end{vmatrix}}} 这里像 {\displaystyle \mathbf {a} =(a_{1},a_{2},a_{3})\,} 可以被表示为横或纵向量。
因此
{\displaystyle 36\cdot V^{2}={\begin{vmatrix}\mathbf {a^{2}} &\mathbf {a} \cdot \mathbf {b} &\mathbf {a} \cdot \mathbf {c} \\\mathbf {a} \cdot \mathbf {b} &\mathbf {b^{2}} &\mathbf {b} \cdot \mathbf {c} \\\mathbf {a} \cdot \mathbf {c} &\mathbf {b} \cdot \mathbf {c} &\mathbf {c^{2}} \end{vmatrix}}} 这里 {\displaystyle \mathbf {a} \cdot \mathbf {b} =ab\cos {\gamma }} 等。
这样，我们能给出：
{\displaystyle V={\frac {abc}{6}}{\sqrt {1+2\cos {\alpha }\cos {\beta }\cos {\gamma }-\cos ^{2}{\alpha }-\cos ^{2}{\beta }-\cos ^{2}{\gamma }}},\,}
这里{\displaystyle \alpha }、{\displaystyle \beta }、{\displaystyle \gamma }是以{\displaystyle \mathbf {d} }为顶点的平面角。角{\displaystyle \alpha }是连接顶点{\displaystyle \mathbf {d} }和顶点{\displaystyle \mathbf {b} }、{\displaystyle \mathbf {c} }的棱之间的夹角，而{\displaystyle \beta }是{\displaystyle \mathbf {d} }到{\displaystyle \mathbf {a} }、{\displaystyle \mathbf {c} }棱的夹角，{\displaystyle \gamma }是{\displaystyle \mathbf {d} }到{\displaystyle \mathbf {a} }、{\displaystyle \mathbf {b} }棱的夹角。
如果我们已知四面体四个顶点之间相互的距离，那么其体积可用Cayley–Menger行列式表示：
{\displaystyle 288\cdot V^{2}={\begin{vmatrix}0&1&1&1&1\\1&0&d_{12}^{2}&d_{13}^{2}&d_{14}^{2}\\1&d_{12}^{2}&0&d_{23}^{2}&d_{24}^{2}\\1&d_{13}^{2}&d_{23}^{2}&0&d_{34}^{2}\\1&d_{14}^{2}&d_{24}^{2}&d_{34}^{2}&0\end{vmatrix}}}
这里下标{\displaystyle i,\,j\in \{1,\,2,\,3,\,4\}}代表顶点{\displaystyle \{\mathbf {a} ,\mathbf {b} ,\mathbf {c} ,\mathbf {d} \}}，而{\displaystyle d_{ij}}是两两顶点之间的距离，亦即连接着两顶点之间棱的长度。如果行列式是零或是负数这意味着我们不可能用该给定的4个长度来构建一个四面体。这个公式，亦被称作塔塔利亚公式，被15世纪的画家皮耶罗·德拉·弗朗切斯卡认为是极其重要的，它被看作是1世纪的三角形面积海伦公式的三维类比。

#### 海伦公式形态的四面体体积公式
如果{\displaystyle U}、{\displaystyle V}、{\displaystyle W}、{\displaystyle u}、{\displaystyle v}、{\displaystyle w}是四面体的六条边长（{\displaystyle U}、{\displaystyle V}、{\displaystyle W}构成四面体的其中一个三角形面，而{\displaystyle u}是与{\displaystyle U}相对的棱，{\displaystyle v}是与{\displaystyle V}相对的棱，{\displaystyle w}是与{\displaystyle W}相对的棱），则四面体体积
{\displaystyle V={\frac {\sqrt {\,(-a+b+c+d)\,(a-b+c+d)\,(a+b-c+d)\,(a+b+c-d)}}{192\,u\,v\,w}}}
这里
{\displaystyle {\begin{aligned}a&={\sqrt {xYZ}}\\b&={\sqrt {yZX}}\\c&={\sqrt {zXY}}\\d&={\sqrt {xyz}}\\X&=(w-U+v)\,(U+v+w)\\x&=(U-v+w)\,(v-w+U)\\Y&=(u-V+w)\,(V+w+u)\\y&=(V-w+u)\,(w-u+V)\\Z&=(v-W+u)\,(W+u+v)\\z&=(W-u+v)\,(u-v+W).\end{aligned}}}

#### 利用四面体边之间的距离
四面体两条相对的边处于两条互相歪斜（在三维空间中既不相交也不平行，等价于异面）的直线上，所以四面体相对边之间的距离就被定义为其所在互相歪斜的直线之间的距离。设{\displaystyle d}是四面体相对的边 {\displaystyle \mathbf {a} } 和 {\displaystyle \mathbf {b} -\mathbf {c} } 之间的距离，则四面体的另一个体积公式是：
{\displaystyle V={\frac {d|[\mathbf {a} \times \mathbf {(b-c)} ]|}{6}}.}

### 关于四面体性质的其它向量公式
如果{\displaystyle OABC}四点能够构成一个四面体，并且{\displaystyle O}点位于我们所定的空间直角坐标系的原点，而向量{\displaystyle \mathbf {a} }、{\displaystyle \mathbf {b} }、{\displaystyle \mathbf {c} }代表着顶点{\displaystyle A}、{\displaystyle B}、{\displaystyle C}相对于{\displaystyle O}的位置，则四面体内切圆半径可表示为：（在以下的公式中，像{\displaystyle \mathbf {a} ^{2}}这样的向量的平方代表着数量积{\displaystyle \mathbf {a} \cdot \mathbf {a} }，{\displaystyle \mathbf {b} ^{2}}和{\displaystyle \mathbf {c} ^{2}}也是这样）
{\displaystyle r={\frac {6V}{|\mathbf {b} \times \mathbf {c} |+|\mathbf {c} \times \mathbf {a} |+|\mathbf {a} \times \mathbf {b} |+|(\mathbf {b} \times \mathbf {c} )+(\mathbf {c} \times \mathbf {a} )+(\mathbf {a} \times \mathbf {b} )|}}\,}
外接圆半径可表示为：
{\displaystyle R={\frac {|\mathbf {a^{2}} (\mathbf {b} \times \mathbf {c} )+\mathbf {b^{2}} (\mathbf {c} \times \mathbf {a} )+\mathbf {c^{2}} (\mathbf {a} \times \mathbf {b} )|}{12V}}\,}
于是我们可知十二点圆半径为：
{\displaystyle r_{T}={\frac {|\mathbf {a^{2}} (\mathbf {b} \times \mathbf {c} )+\mathbf {b^{2}} (\mathbf {c} \times \mathbf {a} )+\mathbf {c^{2}} (\mathbf {a} \times \mathbf {b} )|}{36V}}\,}
这里{\displaystyle V}是四面体的体积：
{\displaystyle 6V=|\mathbf {a} \cdot (\mathbf {b} \times \mathbf {c} )|.\,}
四面体的各种中心的位置向量是：
形心：
{\displaystyle \mathbf {G} ={\frac {\mathbf {a} +\mathbf {b} +\mathbf {c} }{4}}.\,}
内心：
{\displaystyle \mathbf {I} ={\frac {|\mathbf {b} \times \mathbf {c} |\,\mathbf {a} +|\mathbf {c} \times \mathbf {a} |\,\mathbf {b} +|\mathbf {a} \times \mathbf {b} |\,\mathbf {c} }{|\mathbf {b} \times \mathbf {c} |+|\mathbf {c} \times \mathbf {a} |+|\mathbf {a} \times \mathbf {b} |+|\mathbf {b} \times \mathbf {c} +\mathbf {c} \times \mathbf {a} +\mathbf {a} \times \mathbf {b} |}}.\,}
外心：
{\displaystyle \mathbf {O} ={\frac {\mathbf {a^{2}} (\mathbf {b} \times \mathbf {c} )+\mathbf {b^{2}} (\mathbf {c} \times \mathbf {a} )+\mathbf {c^{2}} (\mathbf {a} \times \mathbf {b} )}{2\mathbf {a} \cdot (\mathbf {b} \times \mathbf {c} )}}.\,}
蒙日点：
{\displaystyle \mathbf {M} ={\frac {\mathbf {a} \cdot (\mathbf {b} +\mathbf {c} )(\mathbf {b} \times \mathbf {c} )+\mathbf {b} \cdot (\mathbf {c} +\mathbf {a} )(\mathbf {c} \times \mathbf {a} )+\mathbf {c} \cdot (\mathbf {a} +\mathbf {b} )(\mathbf {a} \times \mathbf {b} )}{2\mathbf {a} \cdot (\mathbf {b} \times \mathbf {c} )}}.\,}
欧拉线上的中心之间的关系是：
{\displaystyle \mathbf {G} =\mathbf {M} +{\frac {1}{2}}(\mathbf {O} -\mathbf {M} )\,}
{\displaystyle \mathbf {T} =\mathbf {M} +{\frac {1}{3}}(\mathbf {O} -\mathbf {M} )\,}
这里{\displaystyle \mathbf {T} }是十二点心。
在这里，我们还有：
{\displaystyle \mathbf {a} \cdot \mathbf {O} ={\frac {\mathbf {a^{2}} }{2}}\quad \quad \mathbf {b} \cdot \mathbf {O} ={\frac {\mathbf {b^{2}} }{2}}\quad \quad \mathbf {c} \cdot \mathbf {O} ={\frac {\mathbf {c^{2}} }{2}}\,}
和：
{\displaystyle \mathbf {a} \cdot \mathbf {M} ={\frac {\mathbf {a} \cdot (\mathbf {b} +\mathbf {c} )}{2}}\quad \quad \mathbf {b} \cdot \mathbf {M} ={\frac {\mathbf {b} \cdot (\mathbf {c} +\mathbf {a} )}{2}}\quad \quad \mathbf {c} \cdot \mathbf {M} ={\frac {\mathbf {c} \cdot (\mathbf {a} +\mathbf {b} )}{2}}.\,}

### 對稱變換群
以下列表示出了对应四面体的图案，相同颜色的棱在等距同构对称变换中是等价的，而灰色则代表着条边是不同于任何另外一边的。
| 四面体名称                | 四面体名称                | 四面体名称                | 四面体名称                | 边 等价 图案 | 描述 |
| 对称性                    | 对称性                    | 对称性                    | 对称性                    | 边 等价 图案 | 描述 |
| 弗氏                      | 考式                      | 軌式                      | 阶                        | 边 等价 图案 | 描述 |
| ------------------------- | ------------------------- | ------------------------- | ------------------------- | ------------ | --- |
| 正四面体                  | 正四面体                  | 正四面体                  | 正四面体                  |              | 四个等边三角形，形成对称群Td，与对称群S4同构。 |
| Td T                      | [3,3] +                   | *332 332                  | 24 12                     |              | 四个等边三角形，形成对称群Td，与对称群S4同构。 |
| 正三棱锥                  | 正三棱锥                  | 正三棱锥                  | 正三棱锥                  |              | 一个等边三角形底面及三个等腰三角形侧面，有6个等距同构的对称变换，对应其底面的6个对称变换。对于所有可能的顶点排布，t这6个对称变换是：单位元 1、(123)、(132)、(12)、(13)和(23)，形成对称群C3v，与对称群S3同构。                                      |
| C3v C3                    | [3] +                     | *33 33                    | 6 3                       |              | 一个等边三角形底面及三个等腰三角形侧面，有6个等距同构的对称变换，对应其底面的6个对称变换。对于所有可能的顶点排布，t这6个对称变换是：单位元 1、(123)、(132)、(12)、(13)和(23)，形成对称群C3v，与对称群S3同构。                                      |
| 複正方鍥形體 等腰四面体   | 複正方鍥形體 等腰四面体   | 複正方鍥形體 等腰四面体   | 複正方鍥形體 等腰四面体   |              | 四个全等的等腰三角形，具有8个等距同构的对称变换。如果边(1,2)和(3,4)和另外4条边是不同颜色的，那么这8个对称变换是：单位元1、镜面反射(12)和 (34)、和(12)(34)、(13)(24)、(14)(23)的180°旋转以及非严格的(1234)和(1432)90°旋转。这些一起形成了对称群D2d. |
| D2d S4                    | [2+,4] [2+,4+]            | 2*2 2×                    | 8 4                       |              | 四个全等的等腰三角形，具有8个等距同构的对称变换。如果边(1,2)和(3,4)和另外4条边是不同颜色的，那么这8个对称变换是：单位元1、镜面反射(12)和 (34)、和(12)(34)、(13)(24)、(14)(23)的180°旋转以及非严格的(1234)和(1432)90°旋转。这些一起形成了对称群D2d. |
| 複斜方鍥形體 非等腰四面体 | 複斜方鍥形體 非等腰四面体 | 複斜方鍥形體 非等腰四面体 | 複斜方鍥形體 非等腰四面体 |              | 四个全等的任意三角形，具有4个等距同构的对称变换。这些变换是：1和(12)(34)、(13)(24)、(14)(23)的180°旋转。这形成了柯恩四面体群V4或者Z2，表现为点群D2。                                                                                               |
| D2                        | [2,2]+                    | 222                       | 4                         |              | 四个全等的任意三角形，具有4个等距同构的对称变换。这些变换是：1和(12)(34)、(13)(24)、(14)(23)的180°旋转。这形成了柯恩四面体群V4或者Z2，表现为点群D2。                                                                                               |
| 二面体锲形体              | 二面体锲形体              | 二面体锲形体              | 二面体锲形体              |              | 两组全等的等腰三角形。在此对称性下，对边(1,2)和(3,4)是垂直的，但是“颜色”不同，4个等距同构的对称变换是：1、镜面反射(12)和(34)以及(12)(34)的180°旋转。对称群是C2v，与柯恩四面体群V4同构                                                              |
| C2v =D1h                  | [2]                       | *22                       | 4                         |              | 两组全等的等腰三角形。在此对称性下，对边(1,2)和(3,4)是垂直的，但是“颜色”不同，4个等距同构的对称变换是：1、镜面反射(12)和(34)以及(12)(34)的180°旋转。对称群是C2v，与柯恩四面体群V4同构                                                              |
| 单锲形体                  | 单锲形体                  | 单锲形体                  | 单锲形体                  |              | 两个不同的等腰三角形共用一个底边。它有两对相等的边(1,3)和(1,4)、(2,3)和(2,4)，除此之外再没有相等的边。唯一两个等距同构的对称变换是：1和镜面反射(34)，对应对称群 Cs又同构于循环群Z2。                                                               |
| Cs =C1h =C1v              | [ ]                       | *                         | 2                         |              | 两个不同的等腰三角形共用一个底边。它有两对相等的边(1,3)和(1,4)、(2,3)和(2,4)，除此之外再没有相等的边。唯一两个等距同构的对称变换是：1和镜面反射(34)，对应对称群 Cs又同构于循环群Z2。                                                               |
| 半转四面体                | 半转四面体                | 半转四面体                | 半转四面体                |              | 两组全等的任意三角形。它有两组相等的边(1,3)和(2,4)、(1,4)和(2,3)，除此之外再没有相等的边。唯一两个等距同构的对称变换是：1和旋转(12)(34)， 对应群C2，同构于循环群Z2。                                                                               |
| C2 =D1                    | [2]+                      | 22                        | 2                         |              | 两组全等的任意三角形。它有两组相等的边(1,3)和(2,4)、(1,4)和(2,3)，除此之外再没有相等的边。唯一两个等距同构的对称变换是：1和旋转(12)(34)， 对应群C2，同构于循环群Z2。                                                                               |
| 任意四面体                | 任意四面体                | 任意四面体                | 任意四面体                |              | 没有相等的边，有4个不相等的任意三角形面，所以只有单位元变换是等距同构的，对称群是平凡群。 |
| C1                        | [ ]+                      | 1                         | 1                         |              | 没有相等的边，有4个不相等的任意三角形面，所以只有单位元变换是等距同构的，对称群是平凡群。 |

### 四面体正弦定理和所有形状四面体所构成的空间
通过通常的三角形正弦定理，我们可以得到一个自然的推论，即在以{\displaystyle O}、{\displaystyle A}、{\displaystyle B}、{\displaystyle C}为顶点的四面体中，有
{\displaystyle \sin \angle OAB\cdot \sin \angle OBC\cdot \sin \angle OCA=\sin \angle OAC\cdot \sin \angle OCB\cdot \sin \angle OBA.\,}
这个等式的两边可以被看作分别是顺时针取向的角的正弦乘积和逆时针取向角的正弦乘积。
通过将不同的顶点置于上式中{\displaystyle O}点的位置，我们可以得到4个这样的等式，但实际上，只有最多3个等式是独立的，因为我们可以将这3个等式的“顺时针边”和“逆时针边”分别相乘，得到一个新的等式，再消去相同的因式，这样就能够通过这3个等式得到第4个等式。
三个角能属于同一个三角形当且仅当这三个角之和为180°（{\displaystyle \pi }弧度）。那么，12个角要满足什么充分必要条件，才能使其为一个四面体表面的12个角呢？首先，我们知道，四面体4个面每个面上的3个角之和都要为180°。因为我们对于这12个角有4个这样的限制，四面体12个角的取值自由度（统计学）从12降到了8。进一步地，四面体角的4个正弦定理又降低了自由度，但不是降到4而是降到了5，因为第4个四面体正弦定理并不是相对于前3个独立的。因此，我们只要确定了四面体12个表面角中的任意5个角，则这个四面体就被唯一确定了，因此，我们可以用五维空间中的点来描述所有的四面体，也就是说，所有形状四面体构成的空间是五维的。

## 其他種類的四面體
更廣義地說，四面體泛指所有由四個面構成的多面體。若其在歐氏空間、實數空間、構成面都是平面且未退化的情況下僅有可能是正四面體或三角錐。然而在上述條件不滿足的情況下，有可能可以建構出不同拓樸結構的四面體，例如皮特里立方體，其由4個扭歪六邊形構成，但由於其構成面是一種扭歪多邊形，無法確定其封閉範圍及面積，因此無法存在體積與表面積；而退化的四面體例子如四面形、八面體半形和二角柱等。

### 三角錐

三角錐

在幾何學中，三角錐是一種底面為三角形的錐體，這種錐體所有形式都與四面體有相同的拓樸結構。根據角錐的定義，其由一個底面和一個頂點組成，底面的頂點與底面外的頂點相連接，形成與底面邊數相同數量的三角形側面。而三角錐是指底面為三角形的角錐，因此其會有3個側面，合計共4個面，且皆為三角形，因此結構基本上與四面體等價，皆為由四個三角形合成的立體。由於底面和側面皆為三角形，因此視為三角錐時，可以任一面為底，因此詞彙「三角錐」與「四面體」有時會被視為同義詞。

#### 正三角錐
雖然「三角錐」與「四面體」有時會被視為同義詞，但前方加一個「正」字就不一定了，例如正三角錐可以指底面為正三角形的角錐，在這個定義下則是要求四面體的其中一個面要是正三角形；而正四面體則要求四個面都要是正三角形。
| 100xpx              | 100xpx   | 100xpx              | 100xpx     |
| 錐高較低的 正三角錐 | 正四面體 | 錐高較高的 正三角錐 | 斜正三角錐 |

### 二角柱

作為球面鑲嵌的二角柱

二角柱是指底面為二角形的柱體，由於其底面為二角形，因此在歐幾里得空間中，其已經退化無法擁有體積。在球面幾何學中，其可以作為球面鑲嵌，此時的二角柱由兩個球面二角形和兩個球面四邊形構成，等價於二角形二面體經截角變換後的結果，因此又可稱為截角二角形二面體。這種二角柱共有4個面、6條邊和4個頂點，對偶多面體為雙二角錐。

### 雙二角錐
雙二角錐是以二角形為底的雙錐體，為二角柱的對偶多面體。由於其以二角形為底，因此在歐幾里得空間中，其已經退化無法擁有體積。在球面幾何學中，其可以作為球面鑲嵌，這種雙二角錐可以視為多了兩個頂點的四面形。雙二角錐由4個面、6條邊和4個頂點組成，其四個面都是三角形，但拓撲結構與非退化的凸四面體不同，其中的兩個頂點為對蹠點，剩下的兩個頂點位於赤道面上連結與對蹠點相連的兩條邊。

### 八面體半形

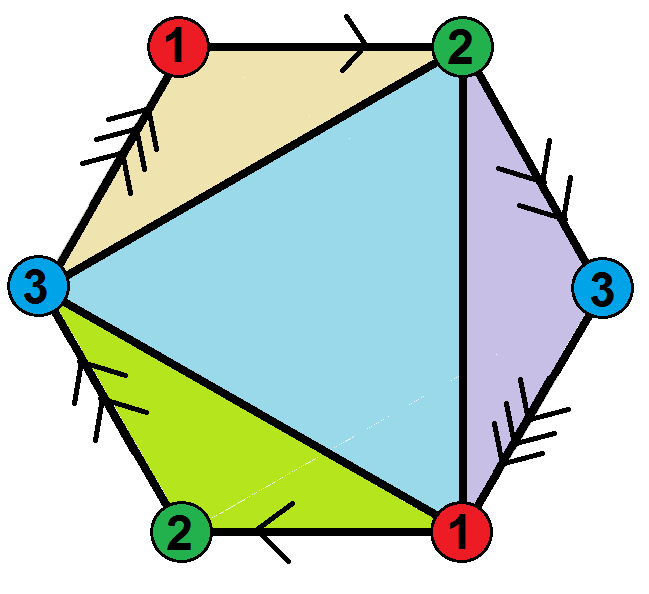
八面體半形

八面體半形也是一種四面體，可透過將正八面體對應映射後而獲得，它有著正八面體一半的面。
它也可以視為沒有底面的正四角錐，算是一種非嚴格的錐體，換句話說，其為正八面體的一半。

### 四面形
在幾何學中，四面形是一種基底為四邊形的多面形，由4個月牙形或球弓形組成的球面鑲嵌，並且使得每一個月牙形或球弓形共用相同的兩個頂點。其在施萊夫利符號中用 {2,4} 表示。其亦可以視為由球面正二角形組成的球面鑲嵌圖，又稱為四階二角形鑲嵌或四階二邊形鑲嵌。
四面形是一種退化的四面體，無法擁有體積，由四個二角形組成。在球面幾何學中，四面形可以在球面上以鑲嵌的方式存在，其對偶多面體是四邊形二面體。
四面形由四個二角形組成，每個頂點都是四個二角形的公共頂點。正四面形的每個面都是正二角形，且每個頂點都是四個正二角形的公共頂點，因此正四面形也可以視為一種正多面體，但是因為其已退化，因此不會與柏拉圖立體一同討論。
四面形具有D4h, [2,4], (*224)的對稱性和D4, [2,4]+的旋轉對稱性，且階數為16，在考克斯特符號中用表示，其對稱性與四角柱相同，因此四角柱也可以視為一種與四面形相關的立體，因為四角柱可以經由四面形透過截角變換構造。

### 四面體列表
| 名稱                    | 種類                         | 圖像 | 符號                     | 頂點 | 邊 | 面 | χ  | 面的種類                    | 對稱性                       |
| ----------------------- | ---------------------------- | ---- | ------------------------ | ---- | -- | -- | -- | --------------------------- | ---------------------------- |
| 正四面體                | 正多面體                     |      | {3,3} ·                  | 4    | 6  | 4  | 2  | 4個正三角形                 | Td, A3, [3,3], (*332)        |
| 三角錐                  | 角錐                         |      | ( )∨{3}                  | 4    | 6  | 4  | 2  | 1個三角形底面 3個三角形側面 | C3v, [3], (*33)              |
| 二角柱 截角二角形二面體 | 棱柱 退化多面體              |      | t{2,2} · {2}x{} ·        | 4    | 6  | 4  | 2  | 2個二角形 2個矩形           | D2h, [2,2], (*222), order 8  |
| 雙二角錐                | 雙錐體 退化多面體 球面多面體 |      | { }+{2} ·                | 4    | 6  | 4  | 2  | 4個三角形                   | D2h, [2,2], (*222) order 8   |
| 一角反棱柱              | 反棱柱 退化多面體 球面多面體 |      | h0,1{2,2} s{2,1} { }⨂{1} | 2    | 4  | 4  | 2  | 2個一角形 2個三角形         | D1d, [2+,2], (2*1), order 4  |
| 四面形                  | 多面形 退化多面體            |      | {2,4} ·                  | 2    | 4  | 4  | 2  | 4個二角形                   | D4h, [2,4], (*224), order 16 |
| 皮特里立方體            | 皮特里對偶                   |      | {4,3}π                   | 8    | 12 | 4  | 0  | 4個正扭歪六邊形             |                              |
| 皮特里正八面體          | 皮特里對偶                   |      | {3,4}π                   | 6    | 12 | 4  | -2 | 4個正扭歪六邊形             |                              |
| 八面體半形              | 射影多面體 抽象多胞形        |      | {3,4}/2 {3,4}3           | 3    | 6  | 4  | 1  | 4個正三角形                 | S4, order 24                 |
| {4,4}2,1                | 環形多面體                   |      | {4,4}2,1                 | 4    | 8  | 4  | 0  | 4個正方形                   |                              |
| {6,3}2,1                | 環形多面體                   |      | {6,3}2,1                 | 8    | 8  | 4  | 4  | 4個正六邊形                 |                              |

## 相關多面體
任意非退化的四面體皆是三角錐的一種，因此與其它的錐體有相似的關連。
| 正二棱錐 | 正三棱錐 | 正四棱錐 | 正五棱錐 | 正六棱錐 | 正七棱錐 | 正八棱錐 | 正九棱錐 | 正十棱錐 | ... | 圆锥 |
| -------- | -------- | -------- | -------- | -------- | -------- | -------- | -------- | -------- | --- | ---- |
|          |          |          |          |          |          |          |          |          |     |      |

| 球面鑲嵌        | 球面鑲嵌        | 錐體            | 錐體            | 錐體            | 錐體            | 錐體            | 錐體            | 錐體            | 錐體              | 錐體 | 歐式鑲嵌 仿緊空間 | 雙曲鑲嵌 非緊空間         |
| --------------- | --------------- | --------------- | --------------- | --------------- | --------------- | --------------- | --------------- | --------------- | ----------------- | ---- | ----------------- | ------------------------- |
| 一角錐 C1v, [1] | 二角錐 C2v, [2] | 三角錐 C3v, [3] | 四角錐 C4v, [4] | 五角錐 C5v, [5] | 六角錐 C6v, [6] | 七角錐 C7v, [7] | 八角錐 C8v, [8] | 九角錐 C9v, [9] | 十角錐 C10v, [10] | ...  | 無限角錐 C∞v, [∞] | 超無限角錐 Ciπ/λv, [iπ/λ] |

## 外部連結
- 埃里克·韦斯坦因. . MathWorld.
- Free paper models of a tetrahedron and many other polyhedra（页面存档备份，存于）
- An Amazing, Space Filling, Non-regular Tetrahedron（页面存档备份，存于） that also includes a description of a "rotating ring of tetrahedra", also known as a kaleidocycle.